# Max Lorenz
Max Lorenz (født 19. august 1939 i Bremen, Tyskland) er en tidligere tysk fodboldspiller (midtbane).
Han spillede i ni sæsoner hos Werder Bremen, hvorefter han var tilknyttet Eintrahct Braunschweig i de sidste år af karrieren. Med Werder var han med til at vinde både det tyske mesterskab og DFB-Pokalen.
Lorenz spillede desuden 19 kampe og scorede ét mål for Vesttysklands landshold. Han var en del af de vesttyske hold der vandt sølv ved VM i 1966 i England og bronze ved VM i 1970 i Mexico. Hans enlige landsholdsscoring faldt 21. maj 1969 i en VM-kvalifikationskamp mod Cypern.

## Titler
Bundesligaen
- 1961 med Werder Bremen

DFB-Pokal
- 1965 med Werder Bremen